# Francis Perrin (Physiker)

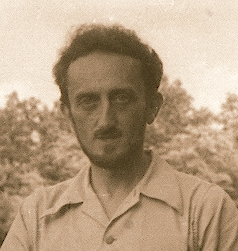
Francis Perrin ca. 1960

Francis Perrin (* 17. August 1901 in Paris; † 4. Juli 1992 ebenda) war ein französischer Kernphysiker und Kerntechnikingenieur. Zwischen 1951 und 1970 leitete er das Commissariat à l’énergie atomique (CEA), die französische Hauptorganisation für Kerntechnik für zivile und militärische Zwecke.

## Leben
Perrin war der Sohn des Physik-Nobelpreisträgers Jean-Baptiste Perrin und studierte an der École normale supérieure in Paris, wo er 1920 sein Lizenziat in Physik und Mathematik erhielt und 1922 Agrégé des sciences physiques wurde. 1928 wurde er an der Faculté des Sciences in Paris promoviert über die Theorie der Brownsche Bewegung (was auch das Forschungsthema seines Vaters war). Danach war er am Collège de France und 1933 Maitre de conferences an der Sorbonne und wurde Sekretär der französischen physikalischen Gesellschaft. 1935 erhielt er den Professorentitel (ohne Lehrstuhl). In den 1930er Jahren beschäftigte er sich mit Uranspaltung, wobei er mit der Gruppe von Frédéric Joliot-Curie zusammenarbeitete. 1938 erkannte er die Möglichkeit einer Kettenreaktion bei der Uranspaltung und schätzte die kritische Masse auf 44 Tonnen, mit Neutronenreflektoren auf 13 Tonnen, ein Wert, der bald darauf von Rudolf Peierls in England weiter nach unten korrigiert wurde (aber immer noch in den Bereich von Tonnen). Während der Besetzung Frankreichs ging er wie sein Vater nach England und dann in die USA, wo er 1941 bis 1943 Gastprofessor an der Columbia University war. Von 1946 bis 1972 war er Professor für Atom- und Molekülphysik am Collège de France. 1958 war er Präsident der Internationalen Genfer Konferenz über friedliche Nutzung der Kernenergie. Er war auch in verschiedenen CERN Komitees in Genf und in den Internationalen Solvay Komitees für Physik (1933 und 1951 bis 1974).
Perrin ist neben Hans von Halban, Lew Kowarski, Jacques Yvon, uvm. einer der Mitbegründer des französischen Atomprogramms. Ab 1951 war er als Nachfolger von Frederic Joliot-Curie (der den Posten verlor, da er gegen militärische Forschung zu Kernwaffen war und außerdem Sympathisant der Kommunisten) französischer Hochkommissar des Commissariat à l’énergie atomique (CEA), was er bis 1970 blieb. In dieser Zeit war er an der Organisation der damals geheimen Entwicklungsarbeiten für eine eigene französische Atombombe maßgeblich beteiligt. Am 3. Februar 1960 erfolgte die erste Explosion einer französischen Spaltbombe in der Sahara.
Er war in Frankreich Präsident der Union der Atheisten (Union des Athées). Er war Mitglied der Académie des sciences (1953) und korrespondierendes Mitglied der Heidelberger Akademie der Wissenschaften (1954), sowie der brasilianischen, spanischen und serbischen Akademien der Wissenschaften. 1952 wurde er Ehrendoktor in Uppsala und 1972 der Columbia University. 1970 erhielt er das Großkreuz der Ehrenlegion und 1967 den Ordre national du Mérite.
Perrin war mit der Schwester von Pierre Auger, Colette Auger, verheiratet.